# سالن پیامبر اعظم
سالن پیامبر اعظم از سالن‌های سرپوشیده معتبر ایران که در آمل با گنجایش ۲۱۰۰ نفری بنیان‌گذاری شده‌است. این سالن ورزشی مسابقات قهرمانی فوتسال غرب آسیا، مسابقات بین‌المللی بوکس دهه فجر، جام بین‌المللی امامعلی حبیبی و عبدالله موحد، قهرمانی کاراته و کشتی جوانان را میزبانی کرده‌است. همچنین اردوهای تیم ملی بسکتبال ایران و تیم ملی فوتسال ایران در این سالن برگزار شده است. این سالن خانه باشگاه‌های محلی در لیگ‌های معتبر لیگ برتر والیبال ایران، لیگ هندبال و لیگ‌های استانی مازندران و لیگ دسته یک بسکتبال و والیبال و تکواندو است.